# Jean-Louis Tinaud
 (novembre 2015).
Jean-Louis Tinaud, né le 23 septembre 1910 à San Juan (Porto Rico) et mort le 13 août 1990 à Saint-Cloud (Hauts-de-Seine), est un homme politique français. 

## Biographie

### Jeunesse et études
Jean-Louis Tinaud naît dans une famille de notables de province. Son père est propriétaire terrien, et il est le petit-fils, par sa mère, d'un député espagnol de Porto-Rico. Il suit des études secondaires d'abord à Pau, puis au collège Stanislas à Paris. Il y prépare le concours d'HEC, où il est admis. Il s'inscrit parallèlement à l’École libre des sciences politiques. Il obtient enfin un doctorat en droit à l'université de Paris.

### Parcours professionnel
Il devient, en 1938, avocat, au barreau de Paris. Parlant parfaitement l'espagnol, il se spéciale dans le droit international des affaires.
Pendant la seconde guerre mondiale, il s'engage dans la résistance, ce qui lui vaut, à la libération, d'être décoré de la légion d'honneur et de la croix du combattant volontaire de la résistance.
En octobre 1945, il est candidat sur la liste du MRP, menée par Pierre de Chevigné, pour l'élection de la première assemblée constituante, dans les Basses-Pyrénées, et est élu.
Il s'illustre en décembre dans la fonction de rapporteur de la loi sur la répression des faits de collaboration.
L'année suivante, cependant, il n'est pas réélu en juin du fait de la baisse du résultat électoral du MRP, mais retrouve son siège en novembre.
A l'assemblée, il se spécialiste dans les questions relatives au droit des sociétés. Il est notamment, en août 1948, rapporteur du projet de loi sur l'exercice des fonctions dans les entreprises nationalisées. Il mène aussi en 1950 campagne pour la limitation des importations de conserves de poissons, défendant les intérêts des pêcheurs de son département.
Pendant ce mandat, il renforce son implantation électorale locale. Conseiller municipal de Pau élu en 1947, il conserve ce mandat jusqu'en 1971. En 1949, il entre aussi au conseil général des Basses-Pyrénées, élu dans le canton de Pau-Ouest, et le reste jusqu'en 1967.
En juin 1951, il figure en quatrième position sur la liste d'union MRP-droite, qui n'obtient que deux sièges, et n'est donc pas réélu député.
Il se dirige alors vers le Conseil de la République, où il est élu en 1951. Réélu en 1952, 1958 et 1959 (la Haute Assemblée a alors retrouvé son nom de Sénat), il y siège comme apparenté au groupe des Républicains indépendants.
Dans ce mandat, il défend des positions conservatrices assez traditionnelles, prônant une fiscalité allégée pour les professions libérales, les artisans et commerçants, couplée avec une réduction des dépenses de l'Etat, et se situant dans le débat scolaire du côté de l'école privée. Il conteste le niveau de rémunérations des cadres dirigeants des grandes entreprises nationalisées (EDF, GDF, SNCF, Charbonnages...).
Dès les premières années de la Cinquième République, cependant, il s'intéresse plus particulièrement aux questions diplomatiques et internationales. Il était d'ailleurs, depuis 1957, membre de la délégation française à l'ONU, fonction qu'il conserve jusqu'en 1969. Il est aussi à plusieurs reprises désigné comme ambassadeur extraordinaire lors de missions nombreuses en Amérique latine.
Notable local, il succès à Louis Inschauspé, décédé, à la présidence du Conseil général en janvier 1961, mais ne conserve ce mandat que trois ans.
Clair soutien de la majorité, il fait campagne pour le « Oui » au référendum de 1969, puis mène la campagne présidentielle de Georges Pompidou dans son département. Cet engagement lui vaut, en 1969, d'être nommé secrétaire d'Etat, chargé des relations avec le Parlement, d'abord auprès de Roger Frey, puis de Jacques Chirac.
Après l'échec de sa candidature à la mairie de Pau en 1971, puis son départ du gouvernement après le remplacement de Jacques Chaban-Delmas par Pierre Mesmer comme Premier Ministre l'année suivante, il est nommé président de la délégation française auprès de l'Organisation des Etats Américains en 1973.
Un dernier échec électoral, lors des sénatoriales de 1974, l'éloigne de l'action politique active. Retrouvant le barreau de Paris, il exerce essentiellement des activités de conseil aux entreprises, notamment auprès de Rhône-Poulenc. Il est ensuite vice-président de la Société d'Ethanol de Synthèse.
Bien que ses orientations politiques le fassent considérer comme un giscardien, il adhère au RPR dès sa fondation, et siège en 1977 à son comité central.